# Příležitostná osobní silniční doprava
Příležitostná osobní silniční doprava (v profesním a úředním slangu někdy označovaná jako smluvní doprava, ačkoliv na smluvních vztazích je vždy založena i veřejná doprava) spadá v terminologii českého Zákona o silniční dopravě (111/1994 Sb.) pod pojem příležitostné osobní silniční dopravy (§ 2 odst. 10 zákona). Nejtypičtěji je tato forma využívána pro různé rekreační, školní a jiné zájezdy, výlety a podobně. 
Jde-li o pravidelnou neveřejnou dopravu pro cizí potřeby ve stálých trasách i časech, má být podle zákona provozována formou zvláštní linkové dopravy. Tato forma je také využívána pro svoz zaměstnanců do větších podniků. Pokud však má povahu pravidelné dopravy, je pak zvláštní linková doprava dle §2, odst. 6b.
Pokud podnik zajišťuje dopravu pro vlastní potřebu vlastním jménem a nevzniká přitom přepravní smlouva s cestujícími zaměstnanci, pak zákon pravidelnou a nepravidelnou dopravu nerozlišuje a tato forma dopravy nepodléhá regulacím platným pro dopravu pro cizí potřeby. Tímto způsobem často například dopravní firmy (například městské dopravní podniky) svážejí a rozvážejí své zaměstnance. 
Smlouvu o poskytnutí nebo provozování neveřejné dopravy uzavírá objednatel buď přímo s dopravcem (zejména pokud jde o místního dominantního dopravce s dobrou pověstí a cenami), nebo může k vyhledání vhodného dopravce využít služeb některého dispečinku, na jehož podmínkách pak záleží, zda smlouvu s dopravcem uzavře přímo nebo zda dopravce je subdodavatelem dispečinku a dispečink smluvním partnerem objednatele. Obdobné možnosti mohou využívat jak velké podniky pro hromadnou dopravu, tak i individuální zájemci pro spolujízdu v malých silničních vozidlech.